# 創造学園大学
創造学園大学（そうぞうがくえんだいがく、英語: University of Creation; Art, Music & Social Work）は、かつて日本に存在した私立大学。
群馬県高崎市に本部を置き、学校法人堀越学園によって運営されていた。相次ぐ不祥事（後述）のため、2013年（平成25年）に設置法人が文部科学大臣より私立学校法に基づく解散命令を受け、廃校となった。

## 概観
大学の設置者である学校法人堀越学園では新旧経営陣が対立しており、学長が2人存在していた。長野県松本市に附属校として創造学園大学附属高等学校（学校法人創造学園）があったが、2011年に創造学園高等学校（学校法人創造学園）、2018年に松本国際高等学校へと改称された。相次ぐ不祥事により2013年3月に文部科学大臣より設置法人が解散命令を受け、廃校となった。

### 建学の精神（校訓・理念・学是）
建学の精神は「行学一致」を謳った。この言葉を建学の精神として制定した理由は、禅の思想に因んでいるとされる。

### 教育および研究
2009年より創造芸術学部では当時としては全国でも珍しい4学期制を導入していた。これにより学期末試験や入学試験も年4回行われていた。一方、ソーシャルワーク学部はセメスター制であった。一部で通信教育を実施しているかのような報道がされたが、インターネットを通じて自宅で勉強するeラーニングを使用して行うメディア授業のことであり、私立大学通信教育協会にも加盟していなかった。日本高等教育評価機構は、創造学園大学のeラーニングによる単位取得は大学設置基準に違反しているとの考えを示していた。

## 沿革
1981年（昭和56年）に創立された高崎短期大学（1988年に高崎芸術短期大学へと改称）が前身で、同短大と高崎福祉専門学校を統合して2004年（平成16年）に設立された。また、高崎芸術短期大学は創造学園大学開校に伴い廃校となった。

### 年表
- 1981年（昭和56年）- 高崎短期大学開学。音楽科設立。
- 1988年（昭和63年）- 高崎短期大学に美術科設立。高崎芸術短期大学と改称する。
- 1989年（平成元年） - 美術科設立。名称を高崎芸術短期大学へ変更。
- 1992年（平成4年）- 高崎福祉専門学校設立。
- 2004年（平成16年）- 創造学園大学開学。創造芸術学部、ソーシャルワーク学部設立。
- 2005年（平成17年）- 長野県松本市の塚原青雲高等学校（学校法人塚原青雲学園）を付属校とし、創造学園大学附属高等学校（学校法人創造学園）設立。
- 2011年（平成23年）
  - 3月 - 日本高等教育評価機構による大学機関別認証評価（2010年度）において「不認定」と判定された[5]。
  - 4月 - 創造学園大学附属高等学校が創造学園高等学校（学校法人創造学園）と校名変更。
- 2012年（平成24年）- 3月に東京校と倉敷校を9月までに閉鎖する方針を決定。4月高崎本校への入学者が0となった[6]。10月には、文科省が2013年3月に経営母体である堀越学園に解散命令を発令する方針である旨の報道がされる[7]。
- 2013年（平成15年）3月28日 - 文部科学省から学校法人堀越学園へ解散命令が出され[8]閉校。
  - 当該年度の在籍学生は163名。3月16日には4年生54名が卒業[9]。2・3年生計109名のうち106名は群馬県内や近隣県の他大学に転学、就職等したものの、法人解散前日の3月27日時点で進路未定者が3名いた。在校生がいる学校法人に対する解散命令は史上初のことであった。

本大学の閉校、設置者堀越学園の解散により、2017年、創造学園高等学校に新たな経営者としてZENホールディングスの麦島善光会長が入り、同年7月21日、2018年4月1日より校名を「松本国際高等学校」に変更することを発表した。併せて法人名も学校法人創造学園から「学校法人理知の杜」（麦島善光理事長）に改められ、本学に由来する「創造学園」の名称は完全に消滅した。

### 計画されていた教育施設
- 長野県坂城町への薬学部設立[10]。
- 群馬県吉岡町への大学院設立構想
- 茨城県つくば市への研究機関設立構想

## 基礎データ

### 所在地
出典　
- 中山キャンパス（群馬県高崎市吉井町岩崎2229）
- 八千代キャンパス（群馬県高崎市八千代町2-3-6）
- 下滝キャンパス（群馬県高崎市下滝町370-8 高崎医療技術福祉専門学校と同一所在地）
- 東京キャンパス（東京都墨田区両国4-38-5）
- 倉敷校（岡山県倉敷市吉岡378株式会社ネット内[12]）

## 教育および研究

### 組織

#### 学部
- 創造芸術学部
  - 音楽学科
    - ピアノコース
    - 声楽コース
    - PROアーティストコース（ヴォーカル専攻、インストルメント専攻（ギター/ベース/ドラム/キーボード））
    - 管楽器・打楽器コース
    - 弦楽器コース
    - 邦楽器コース
    - 音楽療法コース
    - 音楽教育コース
    - 電子オルガンコース
    - 民族楽器コース
    - 音楽学コース
    - 作曲コース
    - 調律コース

  - 芸術学科
    - デザインコース
    - 漫画・アニメ・声優コース（漫画コース、アニメコース、声優コース）
    - 肉体表現コース（サッカーコース、野球コース、駅伝コース、ダンスコース、演劇コース）
    - 陶芸コース
    - 茶道コース
- ソーシャルワーク学部
  - ソーシャルワーク学科
    - 介護福祉コース
    - 社会福祉専門コース
    - 介護士コース
    - 心理士コース
    - スクールソーシャルワークコース
    - スポーツ福祉コース
    - 環境福祉コース
    - 姿勢科学コース

#### 別科
- 留学生別科

#### 附属機関
- 水琴亭
- ミュージアム三福庵
- 武尊温泉萱の家
- TESLA館
- 民族楽器博物館
- 三福庵馬場
- 図書館
- 教職員・学生共用寮が、九番館・拾番館・十一番館と存在していたが、廃校時には三館共閉鎖されていた。

##### 附属図書館
中山キャンパス、八千代キャンパス共に図書室が設置されていた。

## 学生生活

### 学園祭
創造学園大学の学園祭は「創造祭」と呼称されていた。

### スポーツ
- 硬式野球部が2012年まで首都大学野球連盟に加盟していた。2013年1月連盟を脱退。
- 陸上競技部は真也加ステファンが監督をしていた。第85回箱根駅伝予選会に出場し45校中28位、第86回箱根駅伝予選会では47校中30位の成績であった。第87回、第88回、第89回予選会には部員不足及び予選会出場突破記録に達していないため参加していなかった。
- サッカーJFLに所属していたアルテ高崎のトップスポンサーをしていた。

## 大学関係者と組織
元学長が理事長と理事、学長などを別名で兼任するなど複雑であった。
- 本学（学長）、法人理事、高崎芸術短期大学（学長）、高崎医療技術福祉専門学校（校長） - 小池大哲
- 理事長、高崎保育専門学校（校長）、高崎医療福祉専門学校（校長） - 堀越哲二

### 大学関係者組織
創造学園大学では、前身となった学校ごとに同窓会が設置されており、「高崎芸術短期大学同窓会」、「高崎福祉専門学校同窓会」が活動している。また、創造学園大学の教育、研究をはじめさまざまな活動を支援するために、後援会も組織化されていた。

### 大学関係者一覧
- 創造学園大学の人物一覧

## 施設

### キャンパス

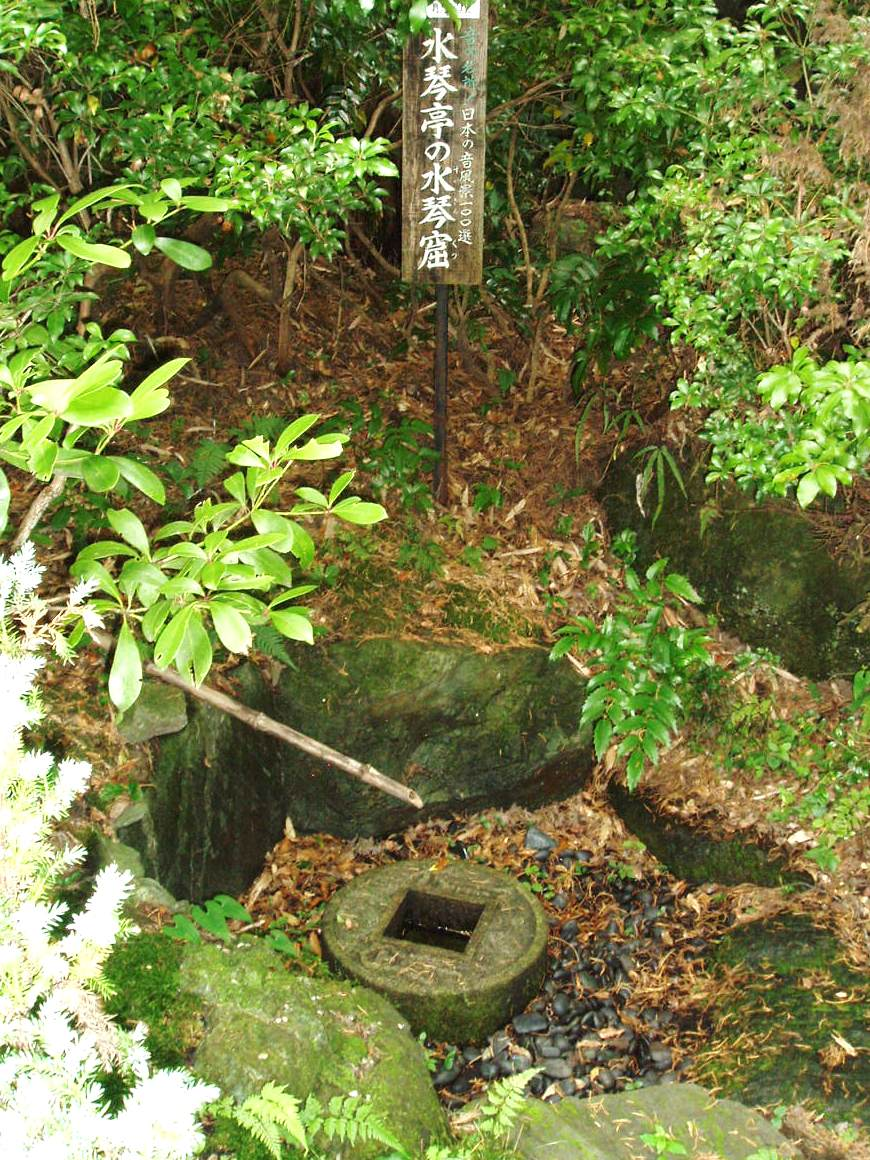
中山キャンパスの水琴窟

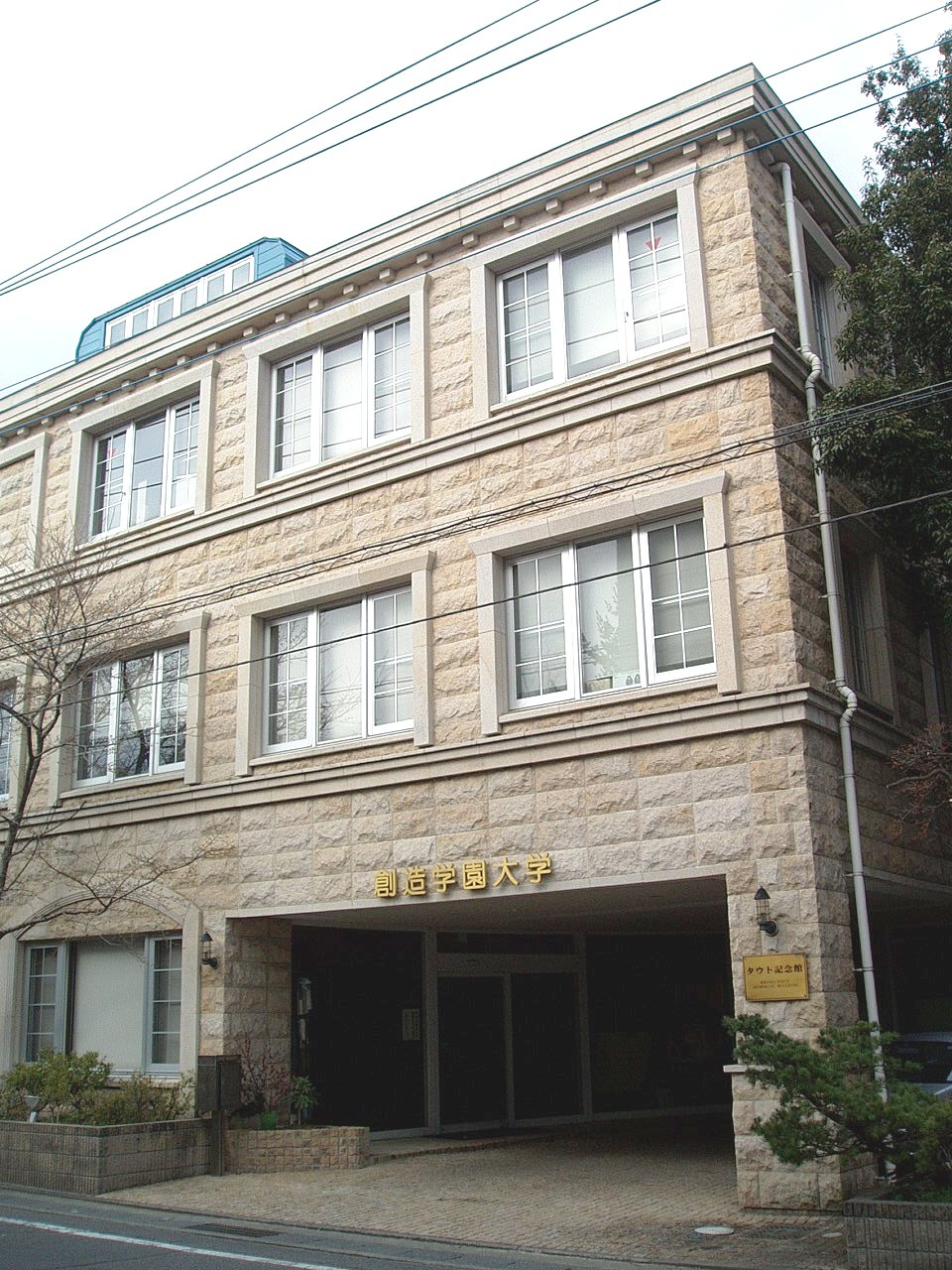
八千代キャンパス

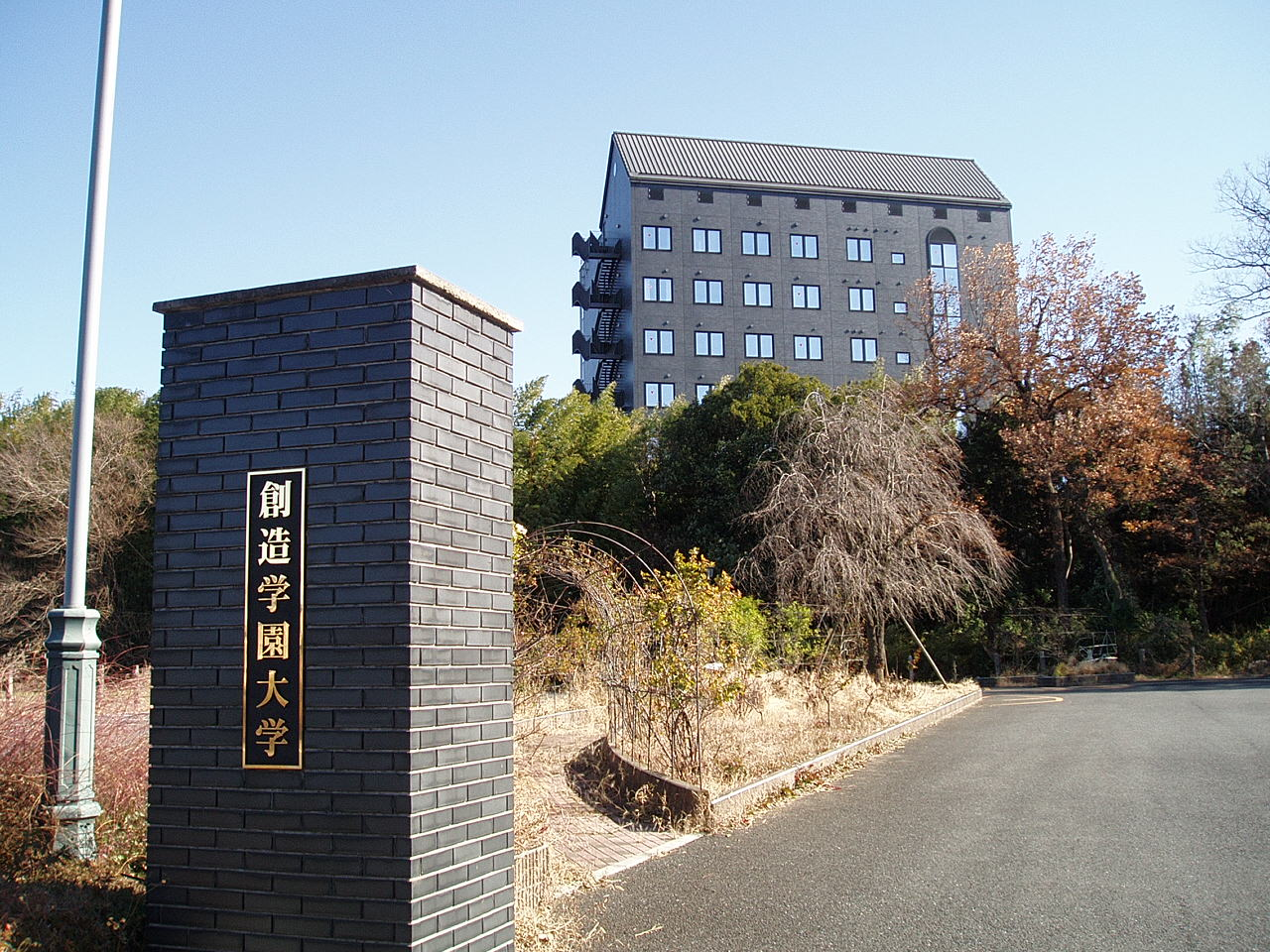
下滝キャンパス

#### 中山キャンパス
創造芸術学部が設置されていた。大学の主業務はこちらで行われていた。キャンパス内に位置した水琴亭の水琴窟は、環境庁の「日本の音風景100選」に選定されていた。
解散後、破産管財人によって群馬県内で病院などを展開する「藤和グループ」の介護事業会社と社会福祉法人に売却された。大学時代の校舎は取り壊され、現在は藤和グループの老人施設となっている。

#### 八千代キャンパス
大学本部住所。ソーシャルワーク学部があった。八千代キャンパス内には「三福温泉 テスラの湯」と呼ばれる浴槽があり、学生だけでなく一般の人も利用できるようになっていた。施設内には三福神社があり、毎月3日に南牧村の黒瀧山の住職を呼んでの三福祭が取り行われていた。ブルーノ・タウト資料館があり常設展示を行っていたが経営悪化により展示品は岩波書店に返却され、資料館は閉館した。

#### 下滝キャンパス
高崎医療技術福祉専門学校が所在していた。土地と建物は、国税滞納で差押さえられ公売された後、神奈川県相模原市の「学校法人平井学園」が落札し、2016年に専修学校「たかさき・ナイチンゲール学院」が開校した（同学院は2024年3月31日閉校）。

## 不祥事・事件
文部科学省や群馬県に提出していた2002年から2004年までの決算書に虚偽があったとして日本私立学校振興・共済事業団から2008年度の補助金の交付を取り消された。
2009年、群馬県教育委員会は県内の全公立高に対し他校への進学などについて検討するよう通達を出した。2009年4月の入学予定者は芸術学部77人、ソーシャルワーク学部21人と大きく定員を割り込んでいる。同年、東京地裁は創造学園大の各キャンパスについて仮差し押え命令を出した。また教職員への給料遅配で、労働基準監督署から労働基準法違反で是正勧告を受けた。
2010年、群馬県は堀越学園に対し助成金の全額不交付を決定した。いっぽう、借り上げている学生寮の家賃を堀越学園が滞納し、入居する学生と教職員らが家主から退去を迫られていたことが明らかになった。堀越学園は、国が義務づけている認証評価を受けるための、過去5年分の財務書類などを含む自己評価書を期限までに提出せず、評価料も納入しなかったため、文部科学相の認証を受けた評価機関から「評価中止」と通知されていたことがわかった。2010年7月28日には教職員や学生、保護者らが「堀越学園被害者の会」を結成した。給与資料を県私学振興会へ提出していないことが判明し、前年（2009年）夏から私学共済への振込金数千万円を滞納していることが明らかになった。
大学開学時、公認会計士署名や印鑑を偽造、負債が9億円余りあったにもかかわらず2億6700万円と書類を提出。文科省は申請書類改ざんし虚偽の記載があったとして2012年度以降の5年間は学部の新設などを認めないことを決め、同学園側に通知した。同日、弁護士報酬の一部が未払いだとして、男性弁護士が創造学園を訴えた事件で学園側が敗訴した。高崎医療技術福祉専門学校（下滝キャンパス）を譲渡する不動産取引トラブルで、前橋地裁高崎支部は学校法人太田アカデミーの請求通り、堀越学園に対し2億円の支払いを命じた。更に健康診断と予防接種を委託した東京都内の財団法人に対し、代金200万円の未払いとなっていることが明るみにでた。
一連の不祥事を受けて堀越哲二理事長は臨時理事会で「今までの学園の混乱、給料遅配などの責任を取る」と理事長辞任を申し出、後任に中国籍の王豊を選任した。
日本高等教育評価機構は創造学園大学の評価を「不認定」とした。群馬県私学振興会の会員資格を喪失し、退会処分となった。
「理事長印は個人で持つものではなく、事務局で管理している。理事が共同して物事を決めるので、理事長が印鑑を持っていなくても問題はない」。
一連の事態を重くみた管轄する藤岡労働基準監督署は、労働基準法違反の疑いで調査。堀越理事長は、給与2か月遅配引責の責任を取り学長と理事をも辞任した。群馬県警は、堀越学園の学生寮を横領容疑で家宅捜索した。2011年8月、私学振興会は臨時理事会を開き、4000万円を滞納している堀越学園に対して退会処分を決定した。
2011年11月、学校法人堀越学園の校舎が立つ土地の一部4257平方メートルが、債権者である財務省から差し押さえられた。2011年12月、学校債の返還を巡り債権者と裁判となる。総発行額は1億円以上となり、ほとんどが未返還。また東京の別の法人名を使って勧誘していたことが報じられた。同月、文部科学省が異例の2年連続の立ち入り調査を実施、財務悪化及び学長人事の不徹底、堀越前理事長への慰労金の支出などを確認した。

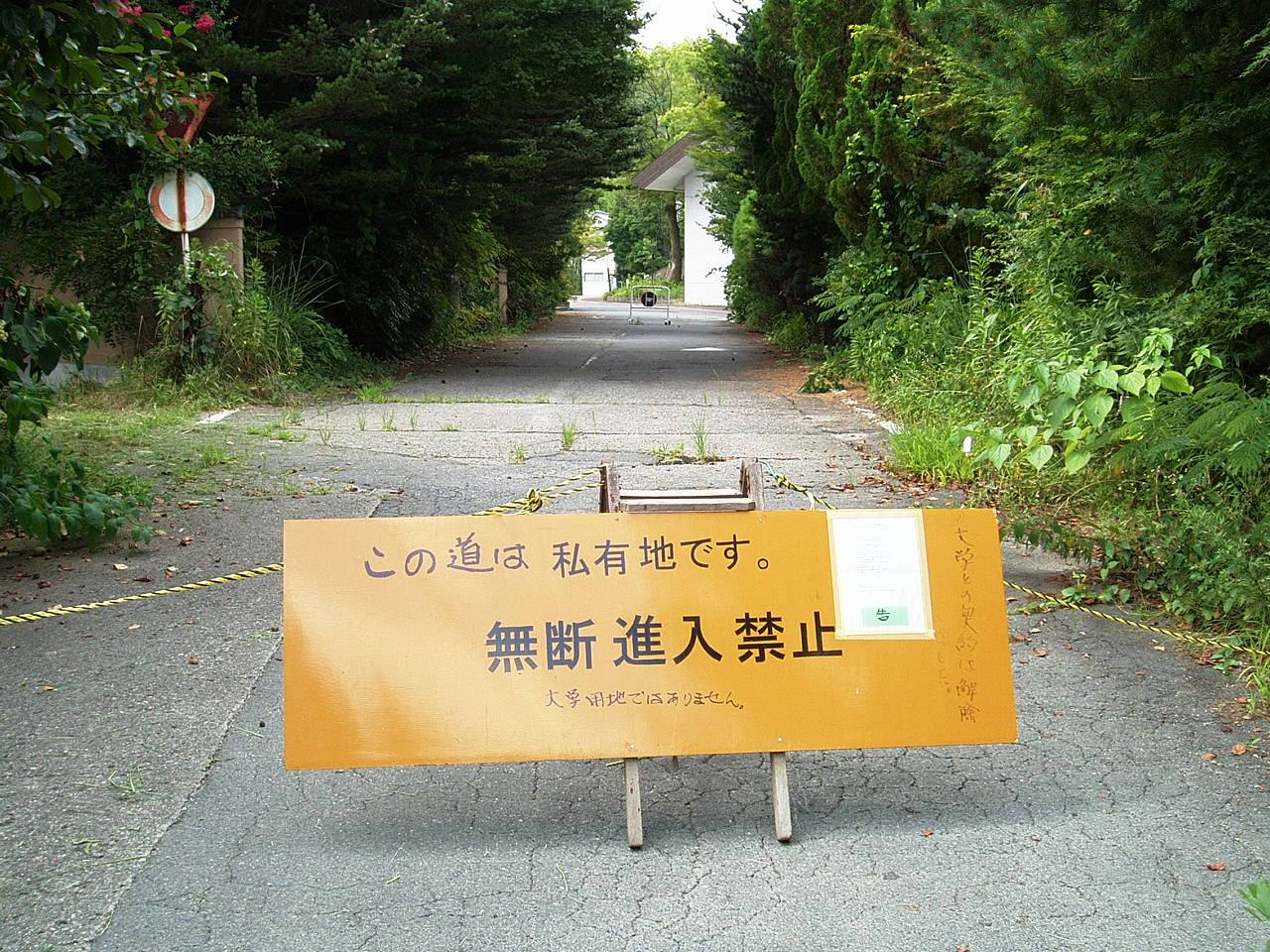
地権者によって封鎖された構内道路（2012年8月撮影）

2012年の創造学園大学本校新入生は0人。また同時に東京校、倉敷校の閉鎖を理事会では決めた。5月には裁判所から旧経営陣の地位保全が見られ、新旧経営陣の対立により10日間中山キャンパスが閉鎖され授業が停止された。更に、規定の地代が払われていないとして、地権者は学内の構内道路を閉鎖。グランドの一部、駐車場などの返還を求めた。 文部科学省から緊急の査察が入ったが、事業報告書などが欠け、決算数字にもあいまいな点が多く、かつ提出された文書は理事会の決議も一度も得ていないとして、同法に基づく決算書類とは認めないと法人側に伝達した。職員への給料未払いは2012年8月で12か月間に及び時間の合間にアルバイトをしている教職員もおり、同大学が所属する首都大学野球連盟へ加盟料70万円が支払われておらず、群馬県私立大学協会も除名となった。5月には電話料金の滞納により電話が一時不通となった。7月、創造学園大のほか、高崎保育専門学校と2つの幼稚園について、過去4ヶ月間の電気料金百数十万円を滞納しており7月11日以降に電気を止められる可能性があることが報道された。
教職員の退職が相次ぎ、教員が事務を代行したり、教授が購買部のレジ打ち等を行なう事態となった。
文部科学省は在校生に対し他学への転学支援を検討し、文部科学省の解散執行後、破産手続きに入る見通しとなった。
2013年（平成25年）3月28日、文部省は同校に対して解散命令を出した。付属幼稚園と専門学校と同時に解散命令によって閉鎖された。文部省による学校法人への解散命令は本件が4例目で、在籍者がいる状態では初めてとされた。前橋地裁は堀越哲二元理事長の破産手続きの廃止を決めたものの、債権者が申し立てていた約28億円の債権の配当は無いものとした。2016年2月16日、破産法違反や有印私文書偽造・同行使などの罪に問われた堀越の実刑が確定した。
2018年1月、元中山キャンパス跡地に特別養護老人ホーム「グランドヒルズ高崎」他がオープン。残務整理のため活動を続けていた創造学園大学教職員組合も、前年9月に破産手続が終結したのを受け、同年3月解散した。

## 関連学校
- 創造学園高等学校（旧・創造学園大学附属高等学校）
- 高崎医療技術福祉専門学校
- 高崎保育専門学校
- 堀越幼稚園
- 子供の国幼稚園